# 雅各布·扎哈爾
雅各布·扎哈爾（Jacob Zachar，1986年5月16日—）是美國的一位演員。他在ABC家庭台電視劇聯誼會中飾演Rusty Cartwright角色。

## 外部連結
- 雅各布·扎哈爾在互联网电影资料库（IMDb）上的資料（英文）